# Michael Rothballer
Michael Heinz Rothballer (* 18. September 1974 in München) ist ein deutscher Mikrobiologe und Schriftsteller.

## Biografie
Rothballer wurde in München geboren und besuchte die Grundschule Neukeferloh. 1994 machte er sein Abitur am Ernst-Mach-Gymnasium Haar, während seiner Schulzeit verbrachte er ein Halbjahr in den USA.

### Als Wissenschaftler
An der TU München studierte Rothballer Biologie bis zum Vordiplom. Im Hauptstudium studierte er Mikrobiologie mit den Nebenfächern Biophysik und Genetik. 2000 schloss er mit dem Diplom ab. Er promovierte daraufhin an der LMU München bei Anton Hartmann. 2004 schloss er die Promotion mit dem Dr. rer. nat. ab.
Rothballer arbeitete danach beim GSF – Forschungszentrum für Umwelt und Gesundheit, das seit 2007 Helmholtz Zentrum München heißt. Er forschte von 2004 bis 2006 in der Abteilung Rhizosphärenbiologie. 2006 entdeckten Rothballer und seine Kollegen das Bakterium Herbaspirillum hiltneri.
2006 wurde Rothballer stellvertretender Gruppenleiter einer Arbeitsgruppe in der Abteilung Mikroben-Pflanzen-Interaktion. Die Abteilung leitete er von 2016 bis 2017 kommissarisch, danach wurde die Abteilung vom neu gegründeten Institut für Netzwerkbiologie (INET) übernommen. Am INET leitet Rothballer seit 2017 eine Arbeitsgruppe.
2019 unterzeichnete Rothballer die initiale Stellungnahme der Scientists for Future.

### Als Schriftsteller
Zwischen 2007 und 2010 veröffentlichte Rothballer mehrere Bücher der Belletristik beim Loewe Verlag. Sein Erstlingswerk war der 2007 erschienene Kinderkrimi Das Geheimnis der Dracheninsel, in dem das Leben Charles Darwins thematisiert wird. Das Buch wurde in drei Sprachen übersetzt.
Zwischen 2008 und 2010 erschien die Fantasy-Trilogie Vermächtnis der Schwerter. Der Schauplatz der Reihe sind die Ostlande, in denen neben den Menschen und einem Drachen auch zwei von Rothballer geschaffene Spezies leben:
- Die Themuraia bzw. Wurzelbälger bzw. Zarg sind ein körperlich kleines Volk, welches sich telepathisch verständigt und über übermenschliche Stärke verfügt.
- Die Fardjani kombinieren die Stärken der Menschen und die der Themuraia. Sie gleichen äußerlich den Menschen.

Zu Rothballers Einflüssen zählen Der Herr der Ringe von J. R. R. Tolkien und Ein Kampf um Rom von Felix Dahn.

### Privat
Rothballer wohnt bei München, ist verheiratet und hat zwei Kinder.

## Auszeichnungen
- 2007: Erwin-Schrödinger-Preis[7]
- 2020: Wrigley Prophylaxe Preis[8]

## Publikationen (Auswahl)

### Wissenschaftliche Literatur
- Herbaspirillum hiltneri sp. nov., isolated from surface-sterilized wheat roots. In: International Journal of Systematic and Evolutionary Microbiology. 2006. 56(6), S. 1341–1348, doi:10.1099/ijs.0.64031-0 (mit Michael Schmid, Ilona Klein, Andreas Gattinger, Sabine Grundmann und Anton Hartmann)
- In situ Lokalisierung, PGPR-Effekt und Regulation des ipdC-Gens der Azospirillum brasilense Stämme Sp7 und Sp245 bei verschiedenen Weizensorten, sowie endophytische Kolonisierung durch Herbaspirillum sp. N3 (= Dissertation). München 2003. DNB 971099634 Online
- Konstruktion von Knock-out-Mutationen in den Genen gltB und nasT von Pseudomonas putida (= Diplomarbeit). München 2000.

### Belletristik
- Das Geheimnis der Dracheninsel – Ein Ratekrimi um Charles Darwin. Loewe Verlag, Bindlach 2007, ISBN 978-3-7855-5923-9
  - tschechisch: Vlast draků – Krimi příběh o Charlesi Darwinovi. Nakladatelství Thovt, Prag 2010, ISBN 978-80-87469-02-6
  - slowakisch: Vlasť drakov – Krimi príbeh o Charlesovi Darwinovi. Nakladatelství Thovt, Prag 2010, ISBN 978-80-87469-03-3
  - hochchinesisch: 拯救達爾文的研究. 小樹文化, Taipeh 2016, ISBN 978-986-5837-46-4
- Vermächtnis der Schwerter – Tausendsturm. Loewe Verlag, Bindlach 2008, ISBN 978-3-7855-6126-3
- Vermächtnis der Schwerter – Feuerzwinger. Loewe Verlag, Bindlach 2009, ISBN 978-3-7855-6148-5
- Vermächtnis der Schwerter – Götterschild. Loewe Verlag, Bindlach 2010, ISBN 978-3-7855-6149-2